# Jurij Postrigaj
Jurij Wiktorowicz Postrigaj, ros. Юрий Викторович Постригай (ur. 31 sierpnia 1988 w Swierdłowsku) – rosyjski kajakarz, złoty medalista igrzysk olimpijskich, dwukrotny mistrz świata, dwukrotny mistrz Europy, złoty medalista uniwersjady.

## Igrzyska olimpijskie
W 2012 roku wziął udział w igrzyskach olimpijskich w Londynie. Wystąpił wówczas w dwójce na dystansie 200 metrów wraz z Aleksandrem Djaczenko. Po kolejnych wygranych w eliminacjach i półfinale wygrał finałowy wyścig, wyprzedzając na mecie Białorusinów i Brytyjczyków.

## Odznaczenia
- Order Przyjaźni (13 sierpnia 2012) – za wielki wkład w rozwój kultury fizycznej i sportu, wysokie osiągnięcia sportowe na zawodach XXX Olimpiady 2012 roku w mieście Londynie (Wielka Brytania)[3]